# Помяни (Великопольське воєводство)
Помяни (пол. Pomiany) — село в Польщі, у гміні Тшциниця Кемпінського повіту Великопольського воєводства.
Населення — 217 осіб (2011).
У 1975-1998 роках село належало до Каліського воєводства.

## Демографія
Демографічна структура станом на 31 березня 2011 року:
|          | Загалом | Допрацездатний вік | Працездатний вік | Постпрацездатний вік |
| -------- | ------- | ------------------ | ---------------- | -------------------- |
| Чоловіки | 104     | 27                 | 64               | 13                   |
| Жінки    | 113     | 33                 | 58               | 22                   |
| Разом    | 217     | 60                 | 122              | 35                   |